# یونیون پاسفیک ۸۴۴

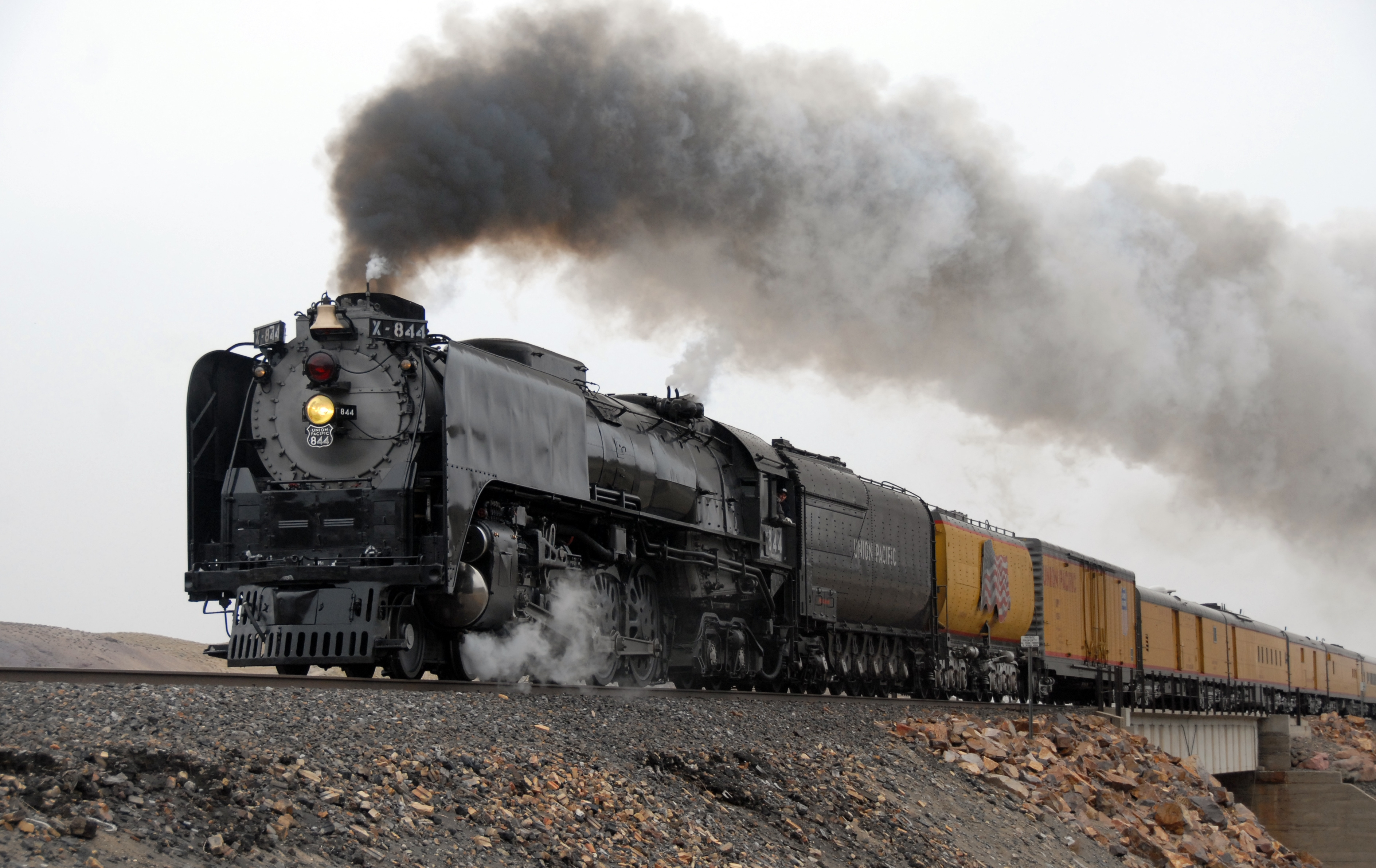
یونیون پاسفیک ۸۴۴

یونیون پاسفیک ۸۴۴ (به انگلیسی: Union Pacific 844) یک لوکوموتیو بخار کلاس "FEF-3" 4-8-4 "شمالی" است که متعلق به راه‌آهن یونیون پاسیفیک است. شماره ۸۴۴ که در دسامبر ۱۹۴۴ توسط شرکت امریکن لوکوموتیو در اسکنکتدی، نیویورک ساخته شد، یکی از چهار لوکوموتیو باقی مانده از سری FEF و تنها لوکوموتیو در حال کار است. لوکوموتیو تا سال ۱۹۵۹ در خدمات درآمدی کار می‌کرد. در حالی که در انتظار اسقاط بود، همراه با بقیه ناوگان لوکوموتیو بخار UP ذخیره شد. در سال ۱۹۶۰ مدیران راه‌آهن به مزایای داشتن برنامه بخار پی بردند و شماره ۸۴۴ را برای فعالیت‌های خاص حفظ کردند. امروزه این لوکوموتیو یکی از قدیمی‌ترین لوکوموتیوهای سرویس UP و تنها لوکوموتیو بخار است که هرگز توسط راه‌آهن کلاس I آمریکای شمالی بازنشسته نشده است.

### نگارخانه

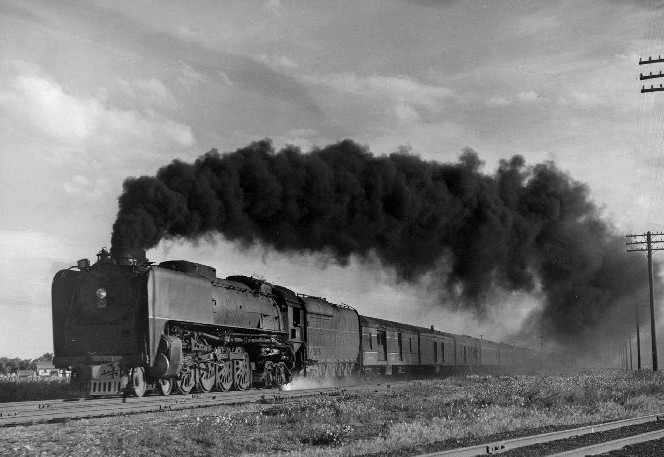
UP 844 hauling the Pony Express in 1949
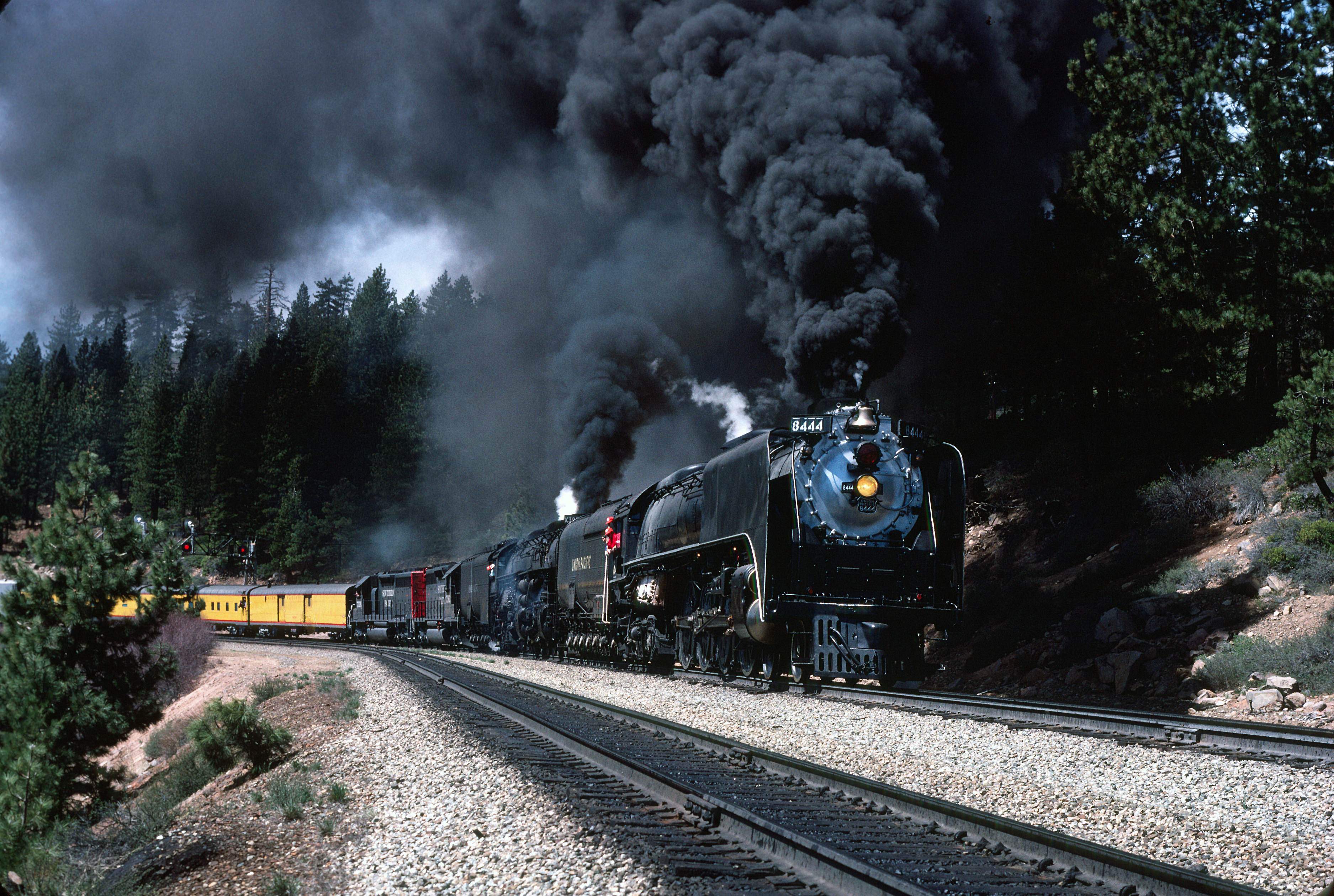
UP Nos. 844 (as UP 8444) and 3985 running through Donner Pass in April 1981
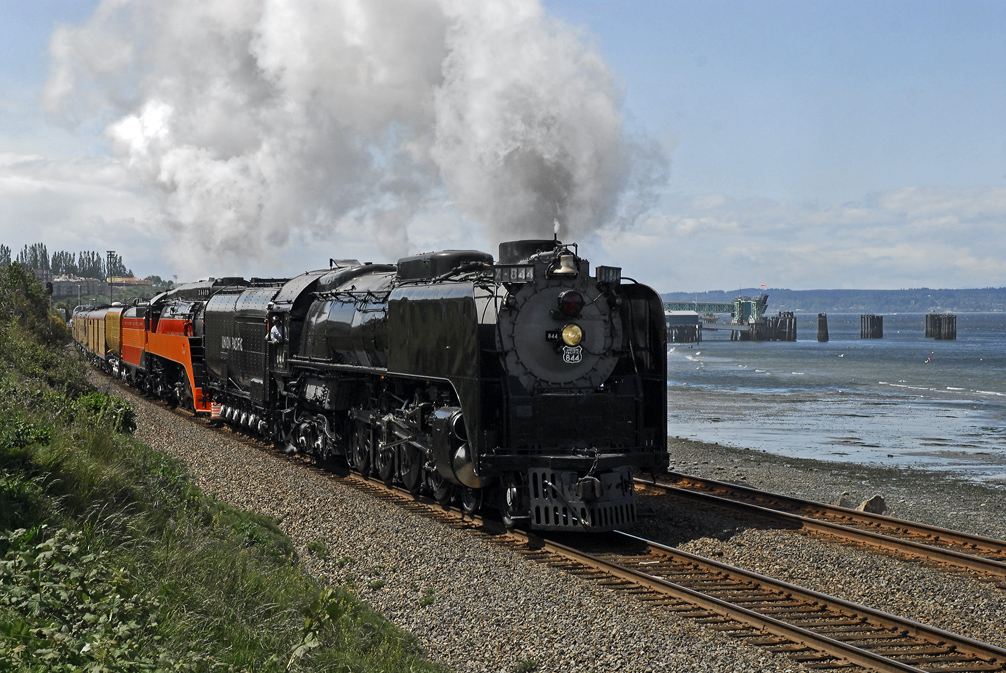
UP 844 with SP 4449 on the Puget Sound Steam Special in 2007
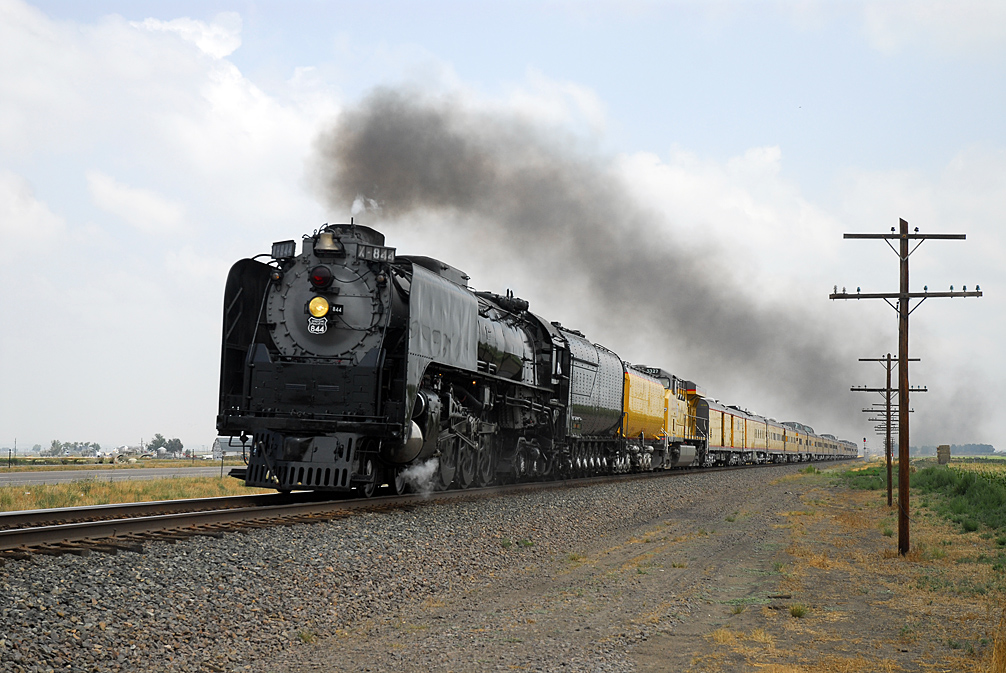
UP 844 leads the now-discontinued Cheyenne Frontier Days Special near Platteville, Colorado in 2007
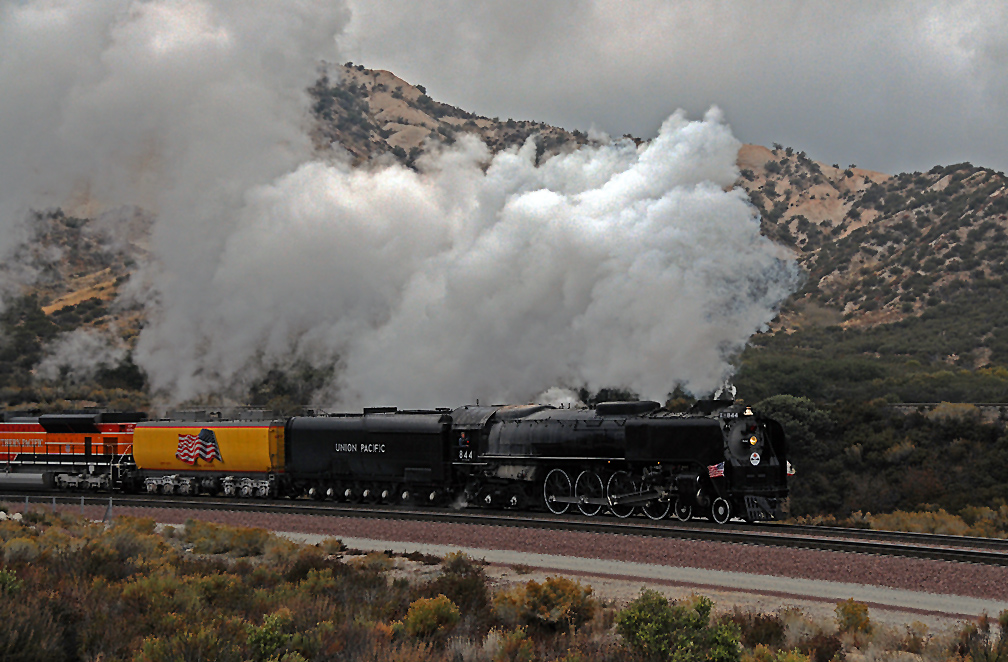
UP 844 traveling through Cajon Pass in November 2011
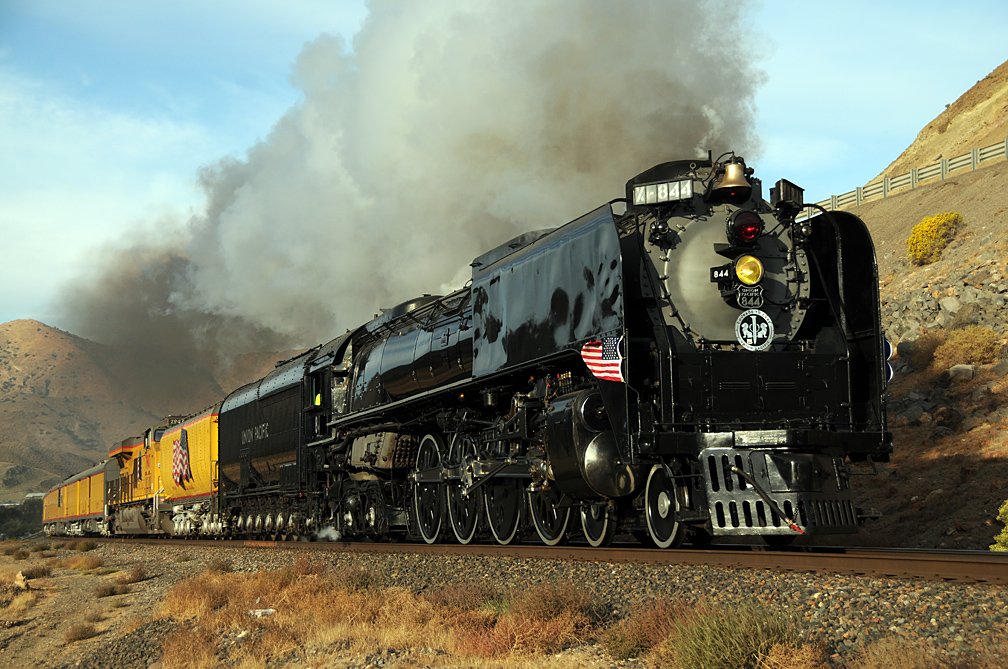
Union Pacific FEF-3 No. 844 running eastbound in California after departing Sacramento on October 4, 2012
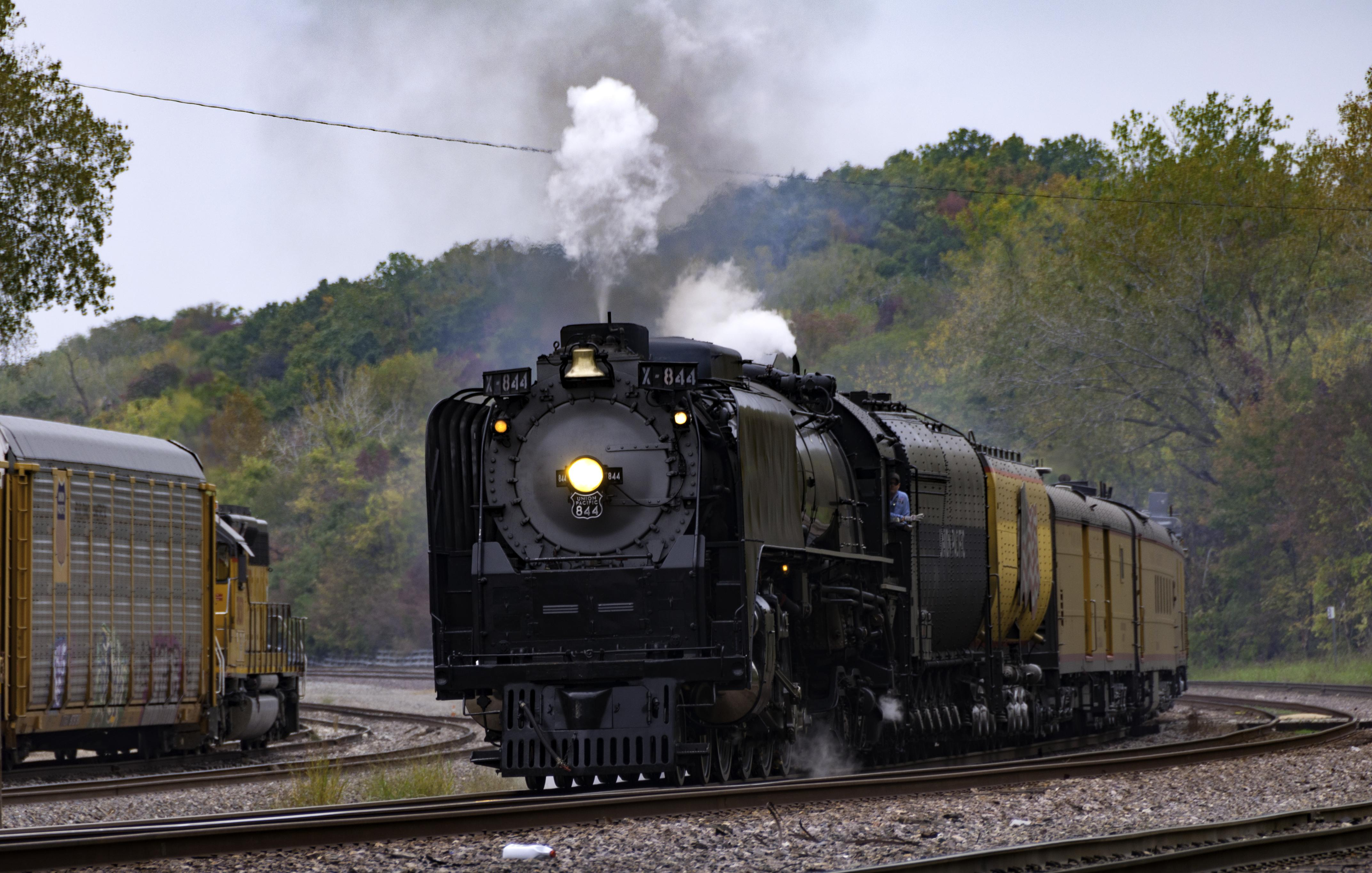
UP 844 running through Kansas City, Kansas on October 15, 2016
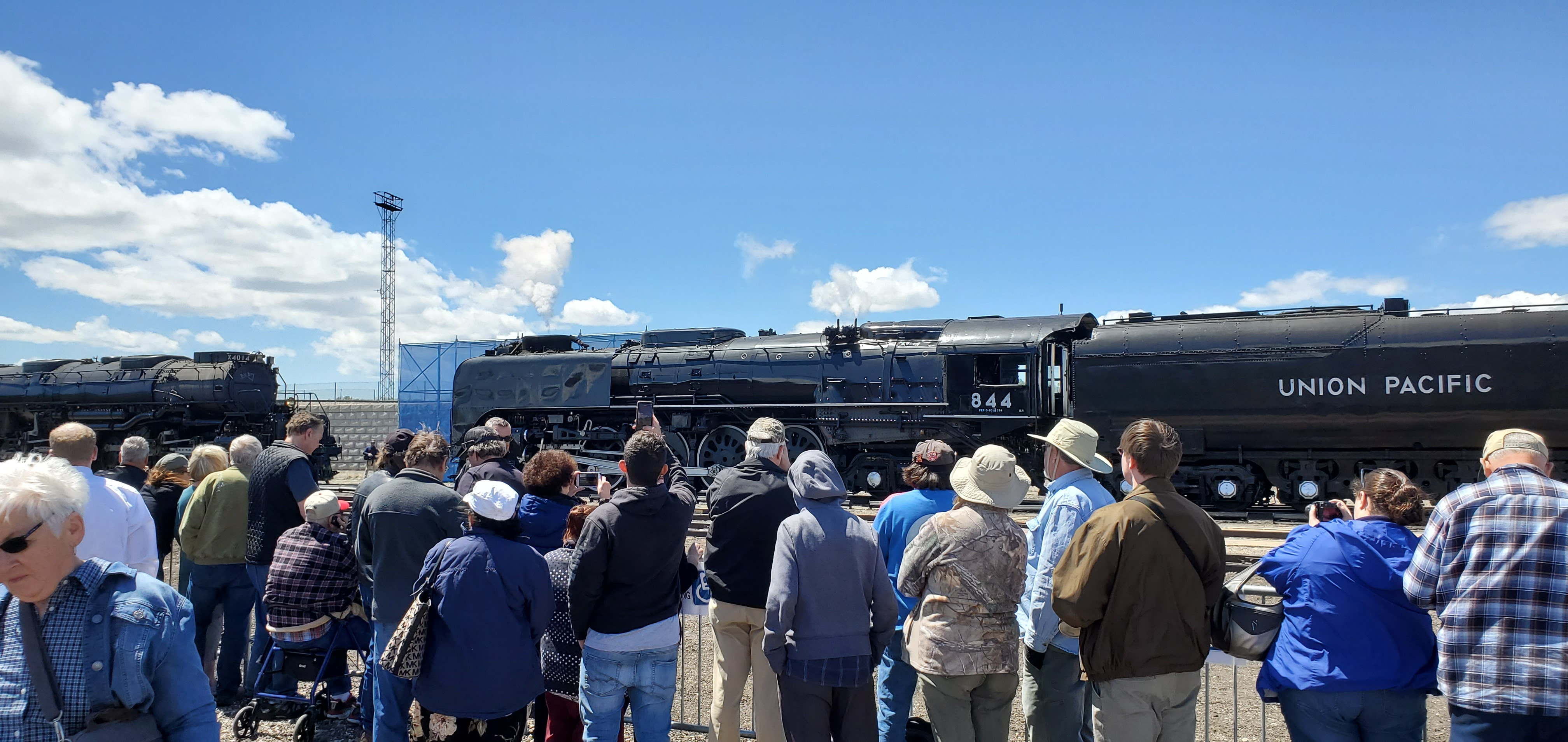
UP 844 (right) and UP 4014 on display in Ogden, Utah in May 2019